# Tipula alecto
Tipula alecto är en tvåvingeart som beskrevs av Alexander 1945. Tipula alecto ingår i släktet Tipula och familjen storharkrankar.
Artens utbredningsområde är Peru. Inga underarter finns listade i Catalogue of Life.